# 장새
장새(張塞, ?~?)는 백제의 관리이다.
당시 백제에 없던 중국의 장씨 성을 사용했기에 중국계의 인물로 추정된다. 중국어에 능통해 남제와의 외교 활동에 참여했으며, 495년에 백제 동성왕이 남제로 사신을 보내 남제로부터 백제의 신하들에게 각 직함을 내려줄 것을 요청했고, 이때 장새는 남제로부터 행진무장군조선태수(行振武將軍朝鮮太守)의 군호를 받았다.